# Gerhard Krüss
Gerhard Krüss (* 14. Dezember 1859 in Hamburg; † 3. Februar 1895 in München) war ein deutscher Chemiker und Gründer des Journals für anorganische Chemie (heute: Zeitschrift für anorganische und allgemeine Chemie).
Krüss war der Sohn des Optikers E. J. Krüß in Hamburg (Inhaber des Optischen Instituts A. Krüß). Nach dem Abitur am Johanneum (Hamburg) 1879 studierte er Chemie in München und Heidelberg, wo er Schüler von Robert Wilhelm Bunsen war. 1881 wurde er Unterrichtsassistent von Clemens Zimmermann und promovierte 1883. Er habilitierte sich 1886 in München und wurde dort Privatdozent. 1886/87 war er bei Lars Fredrik Nilson an der Universität Stockholm, mit dem er auch befreundet war und viel über seltene Erden forschte. Danach lehrte er an der Universität München, ab 1890 als außerordentlicher Professor (zuvor hatte er eine Berufung an die Johns Hopkins University abgelehnt). Einen Ruf zum Leiter des chemischen Staatslabors in Hamburg lehnte er 1893 ab.
Während seiner Laufbahn an der Universität München war er in die Entwicklung vieler Fachgebiete involviert. Sein Schwerpunkt war die analytische und anorganische Chemie. In seinen frühen Jahren beschäftigte er sich vor allem mit der Chemie der Goldverbindungen und der Messung von Atommassen (u. a. Gold, Nickel, Cobalt). Später war er an der Erforschung Seltener Erden beteiligt. Krüss postulierte außerdem die Existenz eines neuen, dem Cobalt ähnlichen Elements, das er Gnomium nannte. Damit wollte er ein Problem in der Reihe in der Reihe Eisen, Cobalt, Nickel im Periodensystem schließen. Er befasste sich mit Spektralanalyse, wobei er mit seinem Bruder Hugo Krüß zusammenarbeitete, der die optische Firma in Hamburg weiterführte.
1889 heiratete er eine Tochter des Münchner Physiologen Karl von Voit, mit der er zwei Töchter hatte. Krüss war sehr gewissenhaft und starb wahrscheinlich an den Folgen von Überarbeitung mit nur 35 Jahren.

## Schriften
- mit Hugo Krüß: Kolorimetrie und quantitative Spectralanalyse, 1891